# Schlegelia roseiflora
Schlegelia roseiflora är en tvåhjärtbladig växtart som beskrevs av Adolpho Ducke. Schlegelia roseiflora ingår i släktet Schlegelia och familjen Schlegeliaceae. Inga underarter finns listade i Catalogue of Life.